# نظام منع التسلل

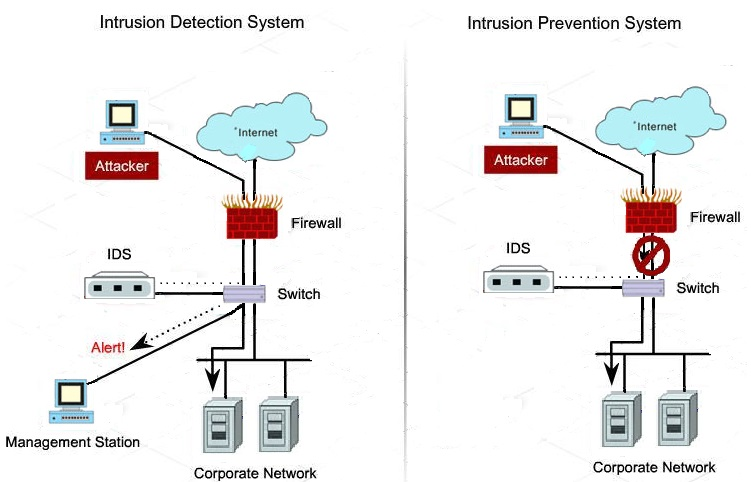

أنظمة منع التسلل (بالإنجليزية: Intrustoin prevention systems اختصاراً IPS)‏ ، التي معروفة أيضاُ بـ أنظمة كشف ومنع التسلل (بالإنجليزية: Intrusion detection and prevention systems اختصاراً IDPS)‏، عبارة عن تطبيقات أمن الشبكات تقوم بمراقبة الشبكة و/أو أنشطة النظام للكشف عن أي نشاط ضار. المهام الرئيسية لأنظمة منع التسلل يقع في تحديد الأنشطة الخبيثة، وتسجيل معلومات عن النشاط، ومحاولة لوقف/منعه، والإبلاغ عن ذلك.
أنظمة منع التسلل تعتبر ملحقات لأنظمة  كشف التسلل لأنه كليهما يقوم برصد حركة الشبكة وأنشطة النظام لنشاط ضار. الفروق الرئيسية هي، على عكس أنظمة كشف التسلل، توضع أنظمة منع التسلل في الأجهزة ولديها القدرة على منع الاختراقات التي كشفت.:273:289 تحديداً أنظمة منع التسلل لديها القدرة لاتخاذ هذه الإجراءات مثل إرسال إنذار، أو إسقاط الحزم الخبيثة، أو إعادة تعيين اتصال أو عرقلة حركة مرور عنوان الآي بي المهاجم. يمكن أيضاُ لنظام منع التسلل التحقق من أخطاء التكرار الدوري (بالإنجليزية: (Cyclic Redundancy Check (CRC)‏ ، و تيارات الحزم غير المجزئة، ومنع مشاكل تسلسل ميفاق ضبط الإرسال TCP، و تنظيف الحركة غير المرغوب فيها وإعدادات طبقة الشبكة.:278

## التصنيفات
يمكن تصنيف أنظمة منع التسلل إلى أربع أنواع مختلفة:
1. أنظمة منع التسلل على أساس الشبكة (بالإنجليزية: (Network-based intrustion prevention systems (NIPS)‏: تراقب الشبكة بالكامل للحركة المشبوهة من خلال تحليل نشاط البروتوكول.
2. أنظمة منع التسلل الشبكات اللاسلكية (بالإنجليزية: (Wireless intrusion prevention systems (WIPS)‏: مراقبة الشبكة اللاسلكية للحركة المشبوهة من خلال تحليل بروتوكولات الشبكات اللاسلكية.
3. تحليل سلوك الشبكة(بالإنجليزية: (Network behavior analysis (NBA)‏:يفحص حركة مرور الشبكة لتحديد التهديدات التي تولد تدفقات حركة غير اعتيادية، مثل هجمات الحرمة من الخدمات الموزعة، وأشكال معينة من البرمجيات الخبيثة انتهاكات السياسة.
4. نظام منع التسلل القائم على المضيف(بالإنجليزية: (Host-based intrusion prevention system (HIPS)‏ حزمة البرامج المثبتة التي تراقب مضيف واحد عن أي نشاط مشبوه من خلال تحليل الأحداث التي تحدث داخل هذا المضيف.

## طرق الكشف
معظم أنظمة منع التسلل تستخدم واحدة من ثلاث طرق الكشف::301
1. الكشف القائم على التوقيع (بالإنجليزية: Signature-Based Detection)‏ الكشف والمنع على التوقيع ويراقب الحزم في الشبكة ويقارن مع أنماط  توقيعات الهجوم المكونة مسبقاً والمحددة مسبقاً.
2. الكشف القائم على إحصائية الشذوذ (بالإنجليزية: Statistical anomaly-based detection)‏: لكشف القائم على إحصائية الشذوذ يحدد نشاط الشبكة العادي — مثل أي نوع من عرض النطاق الترددي يستخدم عادة، ما هي البروتوكولات المستخدمة، ما المنافذ والأجهزة عموماً متصلة ببعضها— وينبه المسؤول أو المستخدم عندما يكشف عن الحركة الشاذة ( غير طبيعية).
3. الكشف عن طريق تحليل حالة البروتوكل (بالإنجليزية: Stateful Protocol Analysis Detection)‏:[8] هذا الأسلوب يحدد الانحرافات من حالة البروتوكول بمقارنة الأحداث المراقبة مع «ملامح محددة سلفا من التعاريف المقبولة من النشاطات الحميدة».[3]